# Terihi
Terihi es una pequeña y deshabitada isla rocosa dentro del archipiélago de la Islas Marquesas, a unos 800 metros (0,5 millas.) al sursureste de Mohotani, en la Polinesia Francesa.
En 1992, la isla pasó a estar bajo protección oficial mediante su inclusión en la Reserva Natural Motane (réserve naturelle de Motane).